# Momik
Momik (Armeens:  Մոմիկ, ca. 1260 - 1333) was een Armeens beeldhouwer, architect, miniaturist en kopiist actief in de 13e en 14e eeuw. Hij werd voor het eerst genoemd in een document van 1284.

## Biografie
Momik werd waarschijnlijk geboren omstreeks 1260 in Ulgiur in de buurt van Rind in de provincie Vajots Dzor, de middeleeuwse naam van de plaats is onbekend. In 1955 vond S. Barkhudarian op een kerkhof dat in ruïnes vervallen was, een inscriptie op een chatsjkar (stenen kruis) met de namen van Askandar en diens zoon Shatonik. Askandar was zoon van Momik en Shatonik zijn kleinzoon. Bij opgravingen in 2004 op een ander kerkhof in Ulgiur bij de St. Astvatsatsinkerk, werden grafstenen ontdekt met de tekst: "Gedenk de ouders van Momik, Grigor en Avta 1298". Het feit dat hij vermeld werd op de grafsteen van zijn ouders duidt aan dat hij al befaamd was in die tijd. Op de grafsteen daarnaast is de naam van Momik zijn broer vermeld, Gohartash, en diens dochter Khlat, die stierven in 1333. Op een grafsteen daarnaast staat de naam van de zoon van Khaz met de inscriptie dat hij stierf op dezelfde dag in hetzelfde jaar. We kunnen dus aannemen dat die neef van Momik stierf op dezelfde dag als zijn vader en zijn zus. In de buurt vond men ook nog een grafsteen van de vrouw van Gohartash, die Kherik heette. Het jaar van haar overlijden is echter onleesbaar. Deze ontdekkingen maken van Momik een van de weinige kunstenaars uit Armenië waarvan we vier generaties van zijn familie kennen.
Van Momik zelf werd een chatsjkar ontdekt in Noravank gedateerd op 1333. Het feit dat zijn broer samen met zijn twee kinderen stierf op dezelfde dag  wijst erop dat ze omkwamen bij een of ander dramatisch gebeuren. Momik stierf ook in 1333 het is dus niet onmogelijk dat Momik bij hen was op die fatale dag, maar dit blijft een hypothese natuurlijk.

## Opleiding
Hij studeerde aan de Universiteit van Gladzor en later in het klooster van Noravank, de residentie van de metropoliet van Sjoenik, in de omgeving van Jechegnadzor. Hij studeerde onder meer bij de monnik Hovasap, een bekend miniaturist uit de 13e eeuw. Het oudste document waarin hij vernoemd wordt is een colofon in een manuscript uit Gladzor van 1283-1284, waarschijnlijk was dit tijdens zijn studieperiode. In het colofon van het Noravank evangelie van 1292 vermeldde hij dat hij diaken was. Zijn sculpturen en architecturale werken tekende hij met vardpet Momik wat meester Momik of architect Momik betekent. Dit leidde tot de misvatting dat Momik en celibataire priester was ("vardapet").

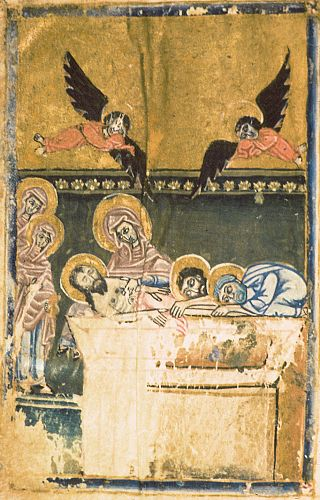
Momik, Ms. 6792, Graflegging.

## Werken
Momik was de schilder, miniaturist en architect van de Orbeliaanse prinsen van Sjoenik en voor de metropolieten van die plaats. Het is best mogelijk de Momik en Stepanos Orbelyan, de latere metropoliet van Sjoenik, elkaar kenden van de universiteit, want ook Stepanos Orbelyan studeerde in 1284 aan de Universiteit van Gladzor. Hun latere samenwerking startte dus misschien aan de universiteit. Die goede relatie werd verder gezet met de opvolgers van Stepanos, Hovhannes Orbel en Stepanos Tarsyij.

### Miniaturist
Momik was een van de grote miniaturisten die afstudeerden aan de Universiteit van Gladzor. Er zijn slechts vier werken bewaard gebleven die aan hem worden toegeschreven. Een daarvan wordt bewaard door de congregatie van de mechitaristen in Wenen, de drie andere in het Matenadaran in Jerevan. Twee van de handschriften bevatten een colofon die het werk aan hem toeschrijven, namelijk Matenadaran Ms. 2848 uit 1292 en Matenadaran Ms. 6792 gemaakt in 1302. Het handschrift in Wenen (Ms. 571 uit 1284) en Matenadaran Ms. 7842 uit 1313 worden aan hem toegeschreven op basis van stilistische kenmerken. Momik maakte deze handschriften, in de vroege jaren van zijn creatieve loopbaan.
Het evangelie van Noravank (Ms. 2848) maakte hij in opdracht van twee priesters, Hovhannes en Tadeos. Het manuscript was een foliant van 32,5 x 23,7 cm en bevatte 320 folia. Het werd geschreven nadat hij zich in Noravank gevestigd had. Het handschrift bevat miniaturen van de apostel Paulus, de evangelisten Marcus en Lucas, Prochorus, vier titelbladzijden en margedecoratie. Een van de afbeeldingen in de marge is een kerkgebouw met twee verdiepingen, waarvan men aanneemt dat het een prototype zou zijn van de Surp Astvatsatsin (Heilige Moeder Gods) kerk, die tussen 1331 en 1339 zou gebouwd worden naar de plannen van Momik.
Het volgende handschrift (Ms. 6792) maakte hij in 1302 voor Stepanos Orbelyan, de metropoliet van Sjoenik. Voor een evangelieboek was het ongebruikelijk klein, het mat slechts 12 bij 8,5 cm, maar Momik gaf in de smalle marges een aantal scènes uit het leven van Christus op meesterlijke wijze weer. Vooraan in het handschrift is er een serie volbladminiaturen die het leven van Christus illustreren. Verder zijn er ook volbladminiaturen van de apostel Paulus, de evangelist Johannes en Prochorus.
In 1307 begon hij een manuscript voor Hovhannes Orbel, maar hij kon dit niet afwerken omdat hij problemen kreeg met zijn ogen. Dit handschrift wordt nu bewaard bij The Hartfors Seminary Foundation, The Case Memorial Library, Arm. 3.
Momiks miniaturen vallen op door het harmonische kleurengebruik. Met zijn composities probeert hij de betekenis van de afgebeelde gebeurtenis te verduidelijken. Hij besteedde veel aandacht aan de figuren, hun bewegingen en gebaren. Zijn personages zijn monumentaal, expressief en dramatisch getekend. Architecturale structuren worden gepresenteerd als echte gebouwen met aandacht voor de verhoudingen met de grootte van de afgebeelde personages. De werken van Momik tonen dat hij nadacht over perspectief. In globo kunnen we zeggen dat zijn werk een nieuw niveau van de beeldende kunst in Armenië inluidde.

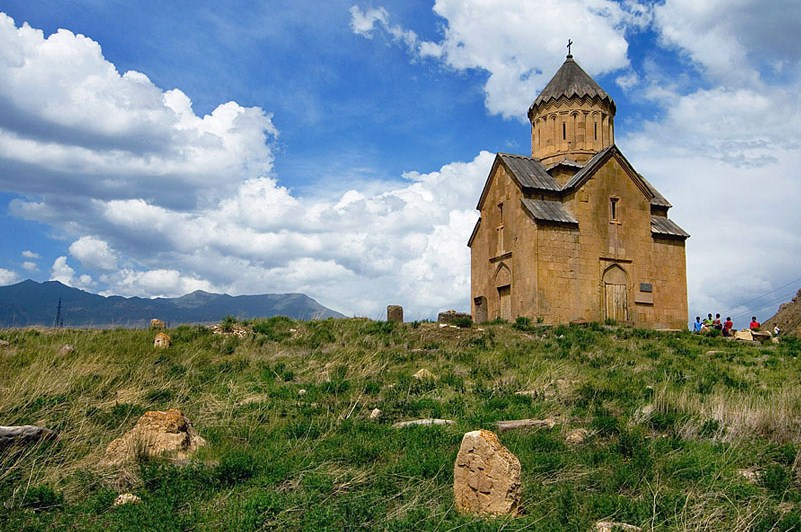
St. Astvatsatsin (Kerk van de Heilige Maagd) in Areni

### Architect
Het was eveneens in opdracht van Stepanos Orbelyan dat Momik in Tatev de kerk van de heilige Grigor de verlichter bouwde. De naam van de architect is nergens bewaard gebleven, het is slechts in de kerk van Areni, gebouwd in 1321, dat hij zijn werk zal signeren als Momik vardpet. De kerk in Tatev werd volgens een inscriptie gebouwd in opdracht van Stepanos Orbelyan in 1295.
In 1321 bouwde Momik in opdracht van de nieuwe metropoliet van Sjoenik, Hovhannes Orbel de kerk van St. Astvatsatsin (de Heilige Maagd) in Areni. Het ontwerp van de kerk, zowel structureel als wat decoratie betreft is uniek.
De Burtelashen St. Astvatsatsin kerk werd gebouwd in opdracht van prins Burtel Orbelyan en was bedoeld als een mausoleum voor de familie. Men gaat ervan uit dat ook deze kerk een ontwerp was van Momik, hoewel hij het einde van de bouwactiviteiten niet meer meemaakte. De kerk werd gebouwd tussen 1331 en 1339, Momik stierf in 1333

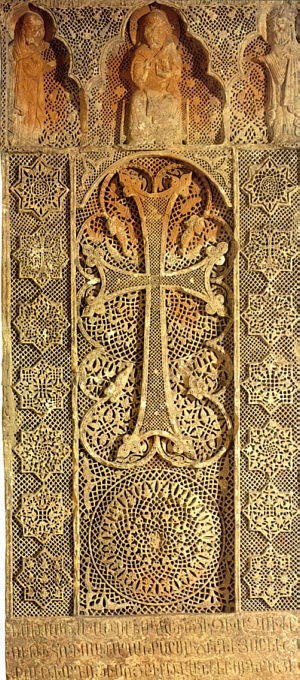
Chatsjkar van prinses Tamta.

### Beeldhouwer
Momik was ook een virtuoos beeldhouwer. Naast de originele sculpturen in de kerken die hij bouwde, is hij bekend voor zijn chatsjkars waarvan men zonder overdrijving kan zeggen dat het kant in steen was. Zijn eerste bekende stenen kruis maakte hij voor Stepan Orbelyan na diens overlijden in 1303 in opdracht van diens opvolger Hovhannes Orbel. In 1308 maakte hij een andere chatsjkar in opdracht van prinses Tamta. Ook in de kerk in Areni zijn een aantal chatsjkars van zijn hand teruggevonden.

## Weblinks
- (en)  Noravank: Momik's life. Momik’s work
- (en)  Noravank 7: St. Astvatsatsin ("Burtelashen"), Momik’s Memorial Stone.
- (en)  Ulgiur (Ulgurt): Momik. Momik's work